# Mitgliedervotum der SPD zum Koalitionsvertrag 2013

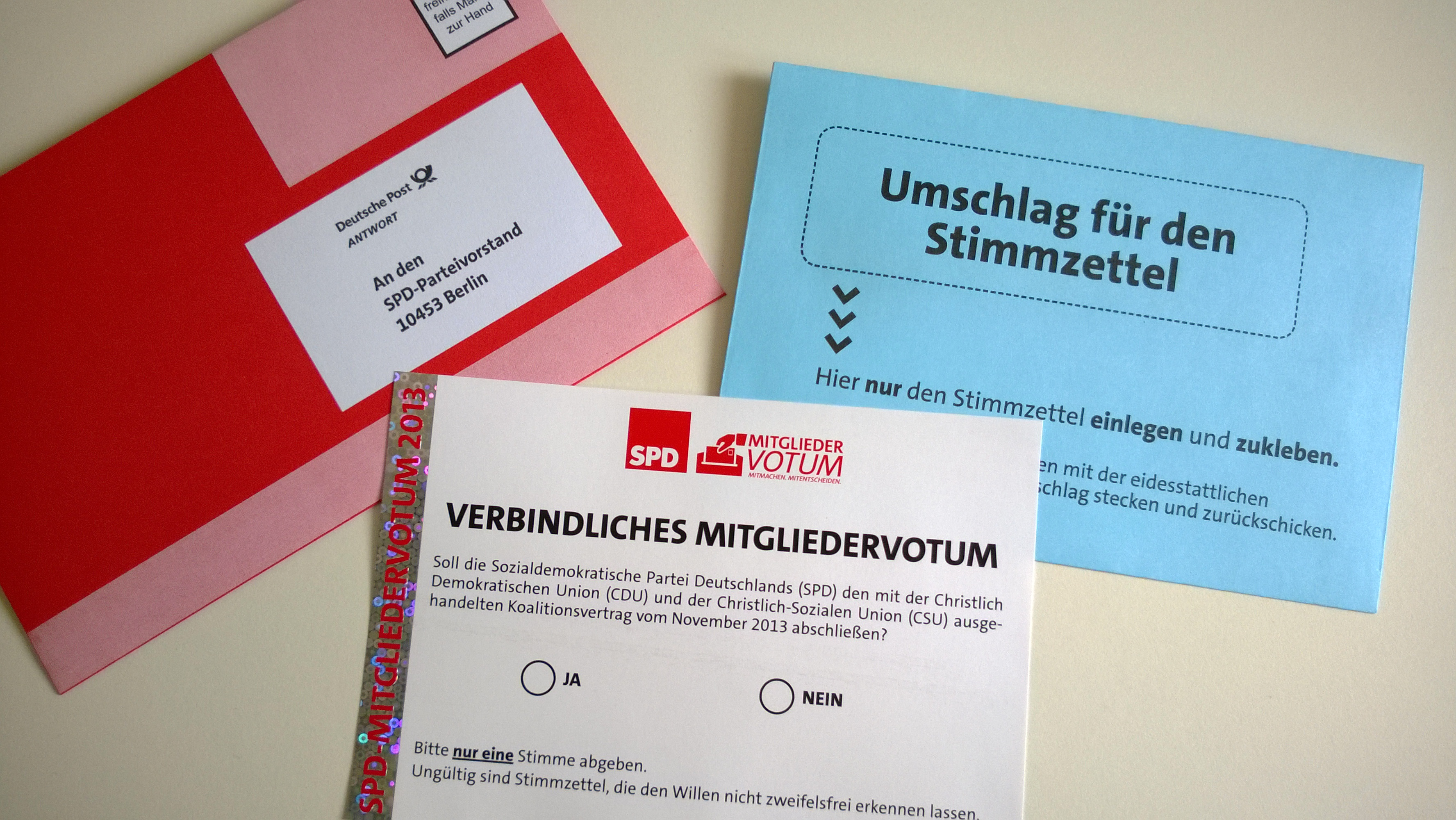
Abstimmungsunterlagen zum Mitgliedervotum

Das Mitgliedervotum der SPD zum Koalitionsvertrag 2013 war eine Befragung der Mitglieder der SPD, die über den Koalitionsvertrag von 2013 zur Bildung einer gemeinsamen Bundesregierung mit CDU und CSU entscheiden sollten. Es war die erste Mitgliederbefragung von Parteimitgliedern in Deutschland, die sich mit einer solchen Frage beschäftigte.
75,96 Prozent der gültigen Stimmen waren für die Bestätigung des Koalitionsvertrags, die Wahlbeteiligung betrug etwa 78 Prozent.

## Hintergrund
Nach der Bundestagswahl 2013 führten die Unionsparteien Gespräche mit Bündnis 90/Die Grünen und nahmen Verhandlungen zur Bildung einer Großen Koalition mit der SPD auf. Da es gegen die Bildung dieser Koalition innerhalb der SPD Vorbehalte gab, geriet die Durchführung einer Abstimmung aller SPD-Mitglieder in die Diskussion und wurde vom Vorstand beschlossen. Am 1. November 2013 gab der Parteivorsitzende Sigmar Gabriel bekannt, dass die SPD-Mitglieder zwischen dem 6. und dem 12. Dezember über den Koalitionsvertrag würden abstimmen können und die Partei das Ergebnis als bindend betrachte, wenn sich mindestens 20 Prozent der Mitglieder beteiligten.
Stimmberechtigt waren alle SPD-Mitglieder, unabhängig von ihrem Alter und ihrer Staatsangehörigkeit, die am 13. November um 18:00 Uhr als Mitglied gemeldet waren. Dabei handelte es sich um 474.820 Parteimitglieder. Die Kosten für das Mitgliedervotum beliefen sich auf etwa 1,6 Millionen Euro.

## Positionen zum Koalitionsvertrag
Seit dem Abschluss der Koalitionsverhandlungen warb die SPD-Führung für dessen Annahme. Jedoch gab es auch ablehnende Stimmen. So sprach sich Schriftsteller und SPD-Mitglied Günter Grass gegen die Annahme aus. Auch Kenan Kolat, Vorsitzender der Türkischen Gemeinde in Deutschland, sprach sich gegen den Koalitionsvertrag aus, da ihm die im Koalitionsvertrag beschlossene Einführung einer Doppelten Staatsbürgerschaft nicht weit genug ging.
Am 2. Dezember 2013 wurde bekannt, dass sieben Landesverbände der Jusos den Koalitionsvertrag ablehnen würden. Der Bundesverband der Jusos nahm den Antrag von acht Landesverbänden, sich beim Mitgliedervotum für ein Nein auszusprechen, mit breiter Mehrheit an.

## Drohanrufe bei Kritikern des Koalitionsvertrages
Im Vorfeld der Abstimmungen kam es zu Drohanrufen bei jungen SPD-Mitgliedern (Jusos), die sich öffentlich gegen die Koalition mit der Union geäußert hatten. Diese Drohanrufe gingen scheinbar von einem Mann namens Michael Wiegand aus, der diese Anrufe im Namen von Andrea Nahles von einem Telefonanschluss in der SPD-Parteizentrale führte. Die SPD und Andrea Nahles geben an, dass diese Anrufe nie stattgefunden haben und weiterhin kein Michael Wiegand dort arbeite. Der Anruf ging somit von einem Hacker aus, der versucht hat, die SPD-Mitgliederbefragung zugunsten der Union zu manipulieren. Die SPD-Führung hat sich bei den empörten Jusos entschuldigt und Strafanzeige gegen den Hacker erstellt. Zu der Aktion bekannte sich die Hedonistische Internationale mit der Sektion „Kommando Gerhard Schröder“.

## Diskussion um Echtheit der Mitglieder
Am 4. Dezember 2013 veröffentlichte Spiegel Online einen Bericht über das CDU-Mitglied und Göttinger Studenten Till Warning, dem es gelungen war, SPD-Abstimmungsunterlagen durch die Angabe eines falschen Namens postalisch zu erhalten. Unter dem Porno-Pseudonym „Richard Deep“ hatte er sich online als SPD-Mitglied registrieren lassen – ohne, dass dabei seine Identität überprüft worden war. Der Göttinger Ortsvereinsvorsitzende Stefan Niebuhr gab gegenüber Spiegel Online an, den Namen „Richard Deep“ jedoch bereits gehört zu haben.
Die Geschichte löste ein breites Medienecho aus und wurde auch im Ausland diskutiert. Am 5. Dezember 2013 erschien in der B.Z. der anonyme Aufruf eines CDU-Vertreters aus Berlin-Schöneberg, Warning aus der Union, der er tatsächlich angehörte, zu entfernen. Ein Parteiausschlussverfahren wurde jedoch nie eröffnet. In der ZDFneo-Sendung „Nate Light“ mit Philip Simon vom 12. Dezember 2013 stimmte Warning dann öffentlich mit „Nein“ ab. Am Tag der Abstimmung sei ihm die Abstimmungskarte jedoch versehentlich in die Leine gefallen, wie er u. a. gegenüber dem Göttinger BLICK angab. Ein Sprecher der Göttinger Staatsanwaltschaft hatte bereits am 5. Dezember 2013 erklärt, dass sich kein Anfangsverdacht für eine Straftat ergeben hätte.

## Verfassungsrechtliche Diskussion
Der Staatsrechtler Christoph Degenhart hat in dem Mitgliedervotum einen Eingriff in das freie Mandat der Abgeordneten gesehen, da so die Mitglieder der Partei darüber entschieden, wie die Fraktion abstimmen solle. Jedoch sagt Degenhart ebenfalls, dass die SPD natürlich erst einmal ihre Mitglieder befragen könne und diese Befragung selbstverständlich nicht rechtlich bindend für Parlamentarier sei.
Aufgrund der Frage nach der Verfassungsmäßigkeit des Mitgliederentscheids kam es am Abend des 28. November 2013 während des heute-journals zu einer Auseinandersetzung zwischen der ZDF-Moderatorin Marietta Slomka und dem SPD-Vorsitzenden Sigmar Gabriel, in deren Verlauf er die Einwände als „Quatsch“ bezeichnete. Er argumentierte, dass in den meisten anderen Parteien schließlich lediglich der Parteivorstand über Koalitionsbelange abstimme, der aber nur aus einem Bruchteil der Personen bestehe, die bei einer Urabstimmung mitreden dürfen. In den Medien wurde Gabriel inhaltlich recht gegeben.
Die 2. Kammer des Zweiten Senats des Bundesverfassungsgerichts beschloss am 6. Dezember 2013 einen Eilantrag einer Privatperson gegen das Mitgliedervotum abzulehnen, da sie das Zustandekommen innerparteilicher Positionen nicht für staatliches Handeln hielt und das freie Mandat der Bundestagsabgeordneten durch das Votum nicht gefährdet sah. Zudem betonte das Verfassungsgericht erneut das grundgesetzlich geschützte Recht von Parteien bei der Willensbildung mitzuwirken, weil nur durch sie in einer großen Gemeinschaft eine stabile Demokratie entstehen könne.

## Auszählung

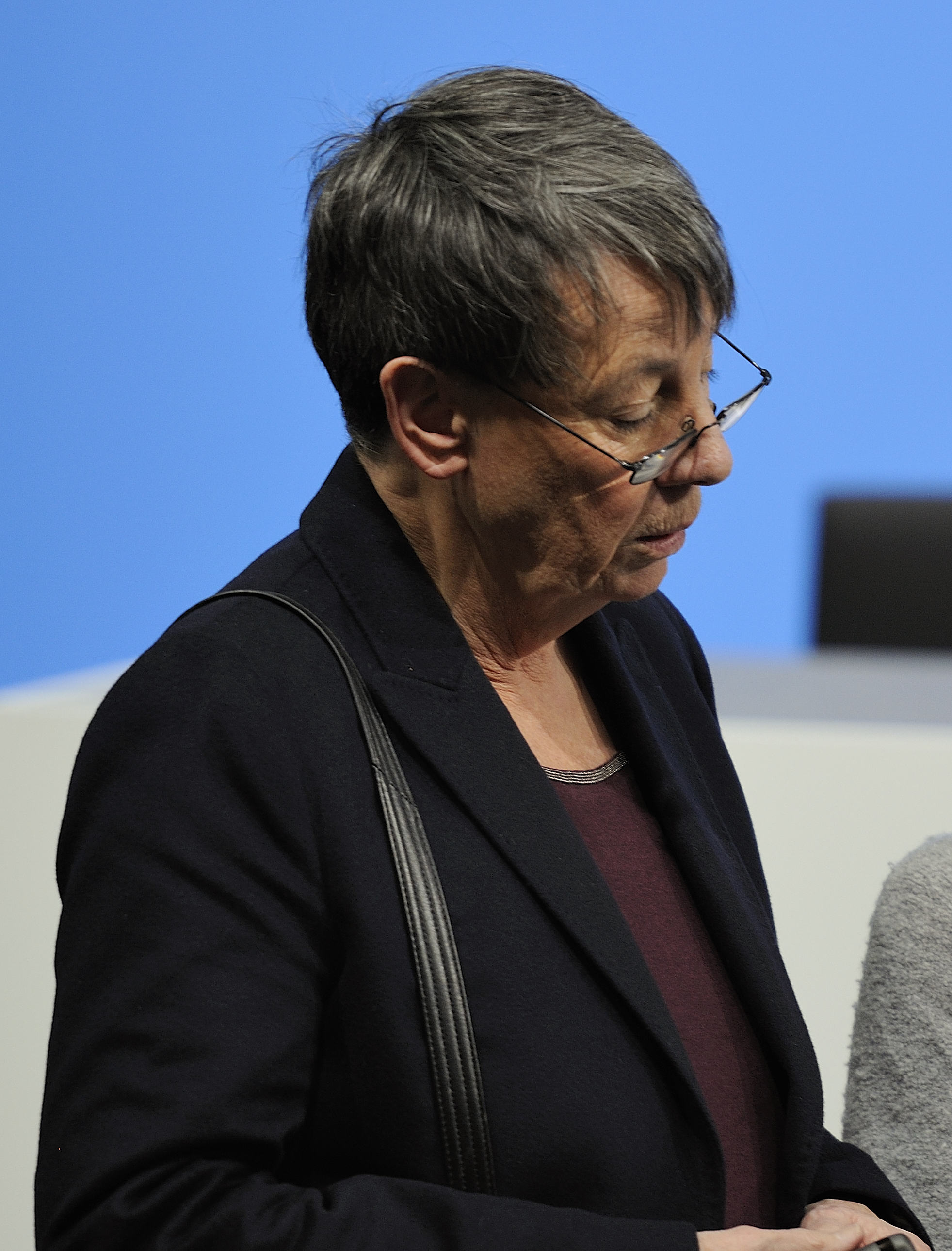
Barbara Hendricks bei der Unterzeichnung des Koalitionsvertrages der 18. Wahlperiode des Bundestages (2013)

Die eingegangenen Briefe wurden in einem Logistikzentrum der Deutschen Post in Leipzig gelagert und unter der Kontrolle eines Notars und der Mandatsprüfungs- und Zählkommission (MPZK) geöffnet. Diese setzte sich aus Gesandten der Landes- und Bezirksverbände zusammen. Vorsitzende der MPZK war Bundesschatzmeisterin Barbara Hendricks.
Die ausgefüllten Stimmkarten wurden am 13. Dezember 2013 in einem LKW in einem Autokonvoi und unter Begleitung von Sicherheitspersonal und Mitarbeitern des Parteivorstands nach Berlin transportiert. Zwei Schlitzmaschinen öffneten insgesamt bis zu 40.000 Wahlumschläge pro Stunde mit den darin enthaltenen Stimmkarten. Die Auszählung erfolgte durch 400 freiwillige und unbezahlte Parteimitglieder in der Station Berlin, die eine Verschwiegenheitserklärung unterzeichnet hatten und auf die Mitnahme von Kommunikationsgeräten verzichten mussten. Externe Dienstleiter sollten den im Koalitionsvertrag festgehaltenen Mindeststundenlohn von 8,50 Euro erhalten. Überwacht wurde die Auszählung durch die MPZK und einen Notar.

## Ergebnis
Am 14. Dezember 2013 gab die MPZK-Vorsitzende Barbara Hendricks bekannt, dass 75,96 Prozent der gültigen Stimmen (Beteiligung von fast 78 Prozent) sich für den Koalitionsvertrag aussprachen. Mit dem Ergebnis hatte die SPD-Basis dem Koalitionsvertrag zwischen SPD, CDU und CSU zugestimmt. Bei einem negativen Ausgang wäre vermutlich keine Große Koalition zustande gekommen.